# Holzbauer József
Holzbauer József, Hollós (Kerékteleki, 1901. március 10. – Budapest, 1978. április 12.) válogatott labdarúgó, középcsatár.

## Pályafutása

### Klubcsapatban
A Szombathelyi AK és a Sabaria FC labdarúgója volt. Gólveszélyes, jól cselező, csatár volt, aki az összjátékban is kivette a részét.

### A válogatottban
1925 és 1927 között hat alkalommal szerepelt a magyar labdarúgó-válogatottban és öt gólt szerzett.

## Statisztika

### Mérkőzései a válogatottban
| Magyarország | Magyarország         | Magyarország              | Magyarország  | Magyarország | Magyarország | Magyarország | Magyarország | Magyarország |
| #            | Dátum                | Helyszín                  | Hazai         | Eredmény     | Vendég       | Kiírás       | Gólok        | Esemény      |
| ------------ | -------------------- | ------------------------- | ------------- | ------------ | ------------ | ------------ | ------------ | ------------ |
| 1.           | 1925. július 19.     | Krakkó, Wisla-pálya       | Lengyelország | 0 – 2        | Magyarország | barátságos   | 1            | 78'          |
| 2.           | 1925. szeptember 20. | Budapest, Üllői úti pálya | Magyarország  | 1 – 1        | Ausztria     | barátságos   | -            |              |
| 3.           | 1926. szeptember 19. | Bécs, Hohe Warte          | Ausztria      | 2 – 3        | Magyarország | barátságos   | 1            | 2'           |
| 4.           | 1926. december 19.   | Vigo                      | Spanyolország | 4 – 2        | Magyarország | barátságos   | -            |              |
| 5.           | 1926. december 26.   | Porto                     | Portugália    | 3 – 3        | Magyarország | barátságos   | 2            | Gól · Gól    |
| 1.           | 1927. szeptember 25. | Budapest. Üllői úti pálya | Magyarország  | 5 – 3        | Ausztria     | Európa-kupa  | 1            | 62'          |
|              | Összesen             |                           |               | 6            | mérkőzés     |              | 5            | gól          |